# ロベルト・リヒテル
ロベルト・リヒテル（Robert Richter 、1886年 - 1956年2月12日）はドイツのレンズ設計者。映画機材メーカーのアーノルド&リヒター創業者のひとりとは同名の別人。
特に航空カメラ用広角レンズに実績が多く、テリコン、プレオゴン、トパーなどがある。

## 略歴
- 1886年 - ドイツ、ベルリンで生まれた。いくつかの大学で数学と物理学を修め、ゲッティンゲン大学で理学博士を取得した。
- 1914年 - フォクトレンダーに光学設計者として就職した。
- 1923年 - ゲルツに転職した。
- 1927年 - ゲルツの合併に伴いツァイス・イコンの社員となった。ゲルツ出身でツァイスに残った設計者は唯一という。
- 1933年 - 広角レンズ、トポゴンを発明。顕微鏡用ズームコンデンサを発明、これは有名なパンシノールを数年先取りする成果であった。
- 1939年 - 1945年までカール・ツァイスの写真部長となる。
- 1956年2月12日 - カール・ツァイス在職のままアーレン

で死去した。